# Marokopa
Il fiume Marokopa (Marokopa River in inglese) è un corso d'acqua situato nella regione di Waikato sull'Isola del Nord della Nuova Zelanda. Il corso d'acqua scorre per circa 26 chilometri verso ovest per poi sfociare nel mar di Tasman presso l'omonimo villaggio di Marokopa. Il bacino del fiume ammonta a 364  km2.
Nei pressi di Te Anga il fiume dà luogo alle pittoresche cascate del Marokopa. I centri abitati di Awamarino e Marokopa sorgono lungo le sue rive.
Le trote che popolano il fiume vennero introdotte verso il 1910. Il tratto finale del fiume è soggetto a inquinamento.